# Bágyogszovát
Bágyogszovát község Győr-Moson-Sopron vármegyében, a Csornai járásban.

## Fekvése
A település a Rábaközben fekszik 11 kilométerre Csornától délkeleti irányban. A mai község Bágyog és Rábaszovát egyesüléséből jött létre; az északnyugatra fekvő bágyogi rész egyutcás, a délkelet felé eső szováti rész összetett település, de a temploma körül mindkét községrész úgynevezett orsós jellegű kiszélesedést mutat.

### Megközelítése
Főutcaként északnyugat-délkeleti irányban a település mindkét részén végighúzódik a 8511-es út; ezen érhető el a község Csorna és a 85-ös főút felől, illetve délkeleti irányból Bodonhely-Kisbabot felől, Szilsárkány felől pedig a 8423-as úton.
Vasútvonal nem érinti. Korábban a legközelebbi vasúti csatlakozási lehetőséget a Győr–Sopron-vasútvonal Bágyogszovát megállóhelye kínálta, amely a neve ellenére Dör község közigazgatási területén létesült, a 8511-es út vasúti keresztezése mellett, de a nagy távolságból fakadóan (Rábaszováttól mintegy 5,5, Bágyogtól 4 kilométerre található) sosem volt jó a kihasználtsága, ezért ki is vették a személyforgalmi menetrendből.

## Története
„A bágyogszovátiak, ha községük történetét kutatják a múltban, két – önálló – települést kell vallatóra fogni. Mindkettő Árpád-kori település”
„Szovát neve kétségkívül ószláv maradvány; annyit jelent, mint Szent, Szentély.” Elképzelhető, hogy az Árpád-korban a környék egyetlen temploma állt itt, mert akkor a templom olyan nagy és ritka dolog volt, hogy helységeket neveztek el róla. „Egyes források szerint Bágyog neve is szláv eredetű: Bog (Isten-uk, Istenes).” Más megközelítés szerint „Bágyog neve a bádog főnévből keletkezett személynévi áttétellel.”
„Oklevél először 1224-ben említette Szovátot Terra Zoac néven.” Szovát ebben az időben királyi várföld volt, de II. Endre király visszavette, és a győri püspöknek ajándékozta.
Bágyog községgel 1351-ben találkozhatunk először: egy oklevél Baguk néven említi. Ezen oklevél szerint a községet a Kanizsayak kapták meg Nagy Lajos királytól. 1454-ben a Kanizsayak zálogba adták a falut. Szovát birtoklásáért 1478-ban perre került sor, melynek eredményeként a falut a püspöknek ítélték.
A török idők nem múltak el nyomtalanul a két település felett. A XVI. század folyamán a török többször is feldúlta, kirabolta a Rábaközt. Ebben az időben mindkét község a győri püspökség Rába-átkelőhelyét védő keszői várhoz tartozott, oda vitte hadiadóját.
Bágyog 1649 körül a török pusztítás következtében kisebbre sorvadt, Szovát pedig 1680-ban teljesen elpusztult, és 1693-ig nem létezett.
A török harcok elmúltával Kolonits Lipót győri püspök a területre új lakókat telepített. A telepítések vezetője Foki János volt (ma egy „domb” őrzi emlékét). Szovát lakossága tehát nem azonos az őslakókkal. A mai település sem a régi helyén áll. A régi Szovát a mai falutól délre, Rábapordány irányában terült el. Temetője az úgynevezett Kisgyöpön volt, a pordányi út helyén, nem pedig a mai helyén (az Árpád utca – Fő utca találkozásánál).
A települések történetében az 1710-es év ismét pusztulást hozott: Bágyog 200 lakósából pár hónap alatt 60 a pestisjárvány áldozata lett.
A háborúk, járványok elmúltával a község a csendes fejlődés, gyarapodás időszakába lépett. A két falu szerződéses viszonyban volt földesurával, a győri püspökkel, s bár a püspök többször is urbáriumot próbált kényszeríteni a falvakra, ez a viszony fennmaradt. A földesúrnak saját kezelésű majorsága a községekben nem volt, ezért a lakosságnak lehetősége nyílt irtásföldjeinek növelésére és a maradványföldek ingyenes használatára.
A 18. század vége és a 19. század eleje mindkét túlnyomóan katolikus községben a templomépítés kora volt. Ekkor bontották le a korábbi kis templomokat, s építettek helyettük újakat.
A bágyogi templom 1768 és 1772 között épült Zichy Ferenc püspök kegyúrsága alatt. A templom a barokk stílus jegyeit viseli magán, tervezője Hefele Menyhért volt. A templom védőszentje Szent Márton, ami azért is érdekes, mert ő a korai templomok védőszentje szokott lenni.
Lehetséges, hogy a bágyogi plébánia az első korszakból származik. A temető a templom körül terült el 1804-ig, ma a falun kívüli területen található.
A szováti templom1795 és 1804 között épült Fengler József püspök idején. A templom szintén a barokk stílus jegyeit viseli magán, védőszentje Mária Magdolna.
A szabadságharc sem múlt el nyomtalanul a két község életében. A harcokban a falvak 18 honvédje vett részt.
A kiegyezés utáni korszakban, 1872-ben épült Bágyogon az egytantermes iskola.
Az I. világháborúban a két település lakosai közül 61-en haltak hősi halált.
1941-ben került sor a két község első egyesítésére. Ez azonban nem bizonyult tartósnak, a két község 1945-ben ismét szétvált.
A második világháború újra áldozatokat követelt a falvaktól: 64 katonai és 3 polgári személy esett áldozatul a harcoknak. Az áldozatok nevét az utókor kőbe véste, s minden évben megemlékezik róluk.
A második világháború elmúltával ismét fejlődés következett. A két község teljesen összeépült, köztük csak a Kepési csatorna (a "Nagyárok") képez természetes választóvonalat. A két községet – Bágyogot és Rábaszovátot – 1950. szeptember 1-én ismét összevonták, s a település új neve Bágyogszovát lett.
A községek gazdálkodásában mindig a mezőgazdaság dominált.
Fő terményük sokáig a búza, a cukorrépa és a burgonya volt. A két világháború között az állattenyésztés tett szert nagyobb jelentőségre: szarvasmarhát, juhokat, lovakat is tenyésztettek.
Az 1950-es években termelőszövetkezet alakult, amely főként szarvasmarha- és sertéstenyésztést, illetve gabonatermesztést folytatott. A szövetkezet 1992-ben szűnt meg.
Ma a falu határát magángazdák művelik, akik kertészeti növényeket is termesztenek: uborkát, paradicsomot, paprikát.

### 20-21. századi bágyogszováti kronológia
- 1905: emeletes iskolát építenek Rábaszováton
- 1927: megépül a falut a Győr-Sopron közti országúttal összekötő kövesút
- 1930: iskola épül Bágyogon
- 1934: bevezetik a villanyt
- 1939: 128 méteres mélyfúrású kút létesül Rábaszováton
- 1941: Bágyog és Rábaszovát egyesül
- 1942: megindul a 6 osztályos elemi iskola 8 osztályossá való átszervezése, ami teljesen csak 1946-ra valósul meg
- 1945: a korábbi két község újra szétválik
- 1950: járdák épülnek minden utcában, indul a „Fakarusz”-járat, később autóbusz
- 1950: újra összevonják a két községet
- 1950: mélyfúrású kút készül a bágyogi falurészen is (54 méter mély)
- 1952: Bágyogszováton 17 taggal termelőszövetkezet alakul (a tagság nagy részének nem volt saját földje, összes területük 27 hektár volt)
- 1954: járási bajnokságot nyer a futballcsapat
- 1956: tiltakozás a beszolgáltatás ellen, a községházán papírokat égetnek
- 1956: 64 fő elindul új hazát keresni
- 1959: két termelőszövetkezet alakul
- 1962: a két termelőszövetkezet Rábaköz Tsz. néven egyesül a bodonhelyivel (állományi létszáma 350 fő körül)
- 1960: az 1927-ben épített kövesutat szélesítik, portalanítják
- 1960 körül: a kézi aratást felváltja a kombájn
- 1966: átadják a művelődési házat
- 1975: járási bajnokságot nyer a futballcsapat
- 1980: központi iskola épül a művelődési ház mellett
- 1981: hősi emlékmű avatása a II. világháború 64 helyi áldozatának tiszteletére
- 1984: teljesen új sportöltöző, szertár kerül átadásra
- 1985: felújított, kibővített óvodaépület készül el
- 1989: átadják az új egészségügyi intézményt
- 1990: megépül a vezetékes ivóvízhálózat
- 1990-es évek: megépül a vezetékes gázrendszer, kiépül a telefonhálózat, megkezdődik a rendszeres szemétszállítás
- 1990: megyei bajnokságot nyer a női kézilabdacsapat
- 1992: megkezdődik a termelőszövetkezet felszámolása, mivel a nagy bankhitelt a tsz. már nem tudja kezelni
- 1993: ismét rendezik a földtulajdont, mezőgazdasági vállalkozások, őstermelők kezdik el működésüket
- 1995: a Dunántúl-szerte ismert női kézilabdacsapat bajnokságot nyer az NB II-ben
- 1997: járási bajnokságot nyer a futballcsapat
- 2008: az egykori tejcsarnok helyén falumúzeum nyílik
- 2009: megkezdi működését a www.bagyogszovat.hu weboldal
- 2009: társadalmi összefogással megújul az artézi kút
- 2010: uniós támogatással közpark és kútház épül
- 2011: az egykori tűzoltófecskendő fölé társadalmi összefogással tető kerül
- 2013: a megyei bajnokság III. osztályában bajnok lesz a futballcsapat
- 2013: uniós támogatással szabadtéri lőtéri épület készül
- 2014: a körzeti bajnokság aranyérmese lesz a tekecsapat
- 2014: megnyílik a tájház
- 2015: ismét aranyérmes lesz a tekecsapat
- 2016: megújul az 1929-ben épített községháza
- 2016: újabb aranyérmet szerez a tekecsapat
- 2016: „büszkeségpont” létesül az 1956-os forradalom tiszteletére

## Közélete

### Polgármesterei
- 1990–1994: Knoll Gyula (KDNP-FKgP)[3]
- 1994–1998: Tóth Zoltán (független)[4]
- 1998–2002: Tóth Zoltán (független)[5]
- 2002–2006: Takács Csaba (független)[6]
- 2006–2010: Takács Csaba János (független)[7]
- 2010–2014: Horváth László (független)[8]
- 2014–2019: Horváth László (független)[9]
- 2019–2024: Nagyné Molnár Ildikó (független)[10]
- 2024– : Nagyné Molnár Ildikó (független)[1]

A településen az 1998. október 18-án megtartott önkormányzati választás érdekessége volt, hogy az országos átlagot jóval meghaladó számú, összesen 8 polgármesterjelölt indult. Ilyen nagy számú jelöltre az egész országban csak tíz település lakói szavazhattak, ennél több (9, 10 vagy 12) aspiránsra pedig csak öt másik településen volt példa.

## Népesség
A település népességének változása:
| Lakosok száma | 1304 | 1298 | 1293 | 1333 | 1287 | 1261 | 1272 |
|               | 2013 | 2014 | 2015 | 2021 | 2022 | 2023 | 2024 |

A 2011-es népszámlálás során a lakosok 93,4%-a magyarnak, 0,5% németnek, 0,2% románnak mondta magát (6,6% nem nyilatkozott; a kettős identitások miatt a végösszeg nagyobb lehet 100%-nál). A vallási megoszlás a következő volt: római katolikus 81,7%, református 1,6%, evangélikus 1,2%, felekezeten kívüli 3,1% (12,1% nem nyilatkozott).
2022-ben a lakosság 93,2%-a vallotta magát magyarnak, 1% németnek, 0,3% románnak, 0,2% ukránnak, 0,2% cigánynak, 0,1-0,1% örménynek, szlovénnek és horvátnak, 1,2% egyéb, nem hazai nemzetiségűnek (6,8% nem nyilatkozott; a kettős identitások miatt a végösszeg nagyobb lehet 100%-nál). Vallásuk szerint 58,1% volt római katolikus, 2,6% református, 2,1% evangélikus, 0,2% görög katolikus, 0,7% egyéb keresztény, 0,3% egyéb katolikus, 6,1% felekezeten kívüli (29,8% nem válaszolt).

## Híres személyek
- Bágyogon született 1697-ben Foky Benedek szent Benedek rendi szerzetes, vasvári káptalani kanonok, prépost, tatai címzetes apát.

## Nevezetességei
- Szent Márton templom (a bágyogi falurészen) (1768 – 1772) (A templom a Szent Márton európai kulturális útvonal egyik állomása.[13])
- Falumúzeum
- Tájház
- Mária Magdolna római katolikus templom a szováti falurészen (1795 – 1804)

## Helyi civil szervezetek
- Bágyogszovátért Egyesület
- Bágyogszováti Lövészklub
- Bágyogszováti Polgárőr Egyesület
- Bágyogszováti Sportegyesület
- Bágyogszováti Starlight Dance SE
- Bágyogszováti Tűzoltó Egyesület
- Borostyán Nyugdíjas Klub
- Máltai Szeretet Szolgálat helyi csoportja
- Vöröskereszt helyi szervezete
- ROZMARING Hagyományőrző Néptánc Együttes